# Gelis semirufus
Gelis semirufus là một loài tò vò trong họ Ichneumonidae.